# Scientific Linux
Scientific Linux (SL) — дистрибутив Linux, созданный Fermilab и CERN при поддержке различных лабораторий и университетов со всего мира, первоначальной целью которого было сокращение дублирования лабораторных усилий, а также создание совместной установки для экспериментов и других исследовательских проектов.
Дистрибутив создан на основе бесплатного программного обеспечения с открытым исходным кодом, предоставленного Red Hat. При этом непосредственная разработка и поддержка дистрибутива компанией не проводится. SL собран из исходного кода для версий Red Hat Enterprise Linux в соответствии с условиями лицензионного соглашения с конечными пользователями Red Hat Enterprise Linux и GNU General Public License.

## История
У Fermilab уже был Linux, известный как Fermi Linux, основанный на LTS-версии Red Hat Enterprise Linux. CERN разработал дистрибутив CERN Linux, который также основан на RHEL, и обратился к Fermilab с предложением объединить усилия. Конни Си была главным создателем первых прототипов и первоначальных проектов, первым официальным запуском которых в Scientific Linux стала версия 3.0.1, выпущенная 10 мая 2004 года.
В 2015 году CERN начал переходить с Scientific Linux на CentOS.
В апреле 2019 года было объявлено, что разработка Scientific Linux будет прекращена, но обслуживание релизов 6.x и 7.x будет по-прежнему осуществляться до конца их жизненных циклов.

7 декабря 2022 года Европейская организация по ядерным исследованиям (ЦЕРН/CERN, Швейцария) и Национальная ускорительная лаборатория им. Энрико Ферми (Фермилаб/Fermilab, США) объявили о выборе нового дистрибутива Linux, на базе которого будут работать компьютерные системы. В сообщении говорится, что платформа AlmaLinux в последнее время становится всё популярнее среди сообщества. Тестирование подтвердило полную совместимость этой ОС с Red Hat Enterprise Linux (RHEL) и другими Linux-сборками.

## Философия проекта
Основной целью Scientific Linux является создание общего дистрибутива Linux для различных лабораторий и университетов по всему миру, ориентированного на меняющиеся потребности экспериментальных установок, основными целями которых являются:
- предоставлять стабильную, масштабируемую и расширяемую операционную систему для научных вычислений;
- поддерживать научные исследования, предоставляя методы и процедуры для интеграции научных приложений с операционной средой;
- использовать свободный обмен идеями, проектами и реализациями для подготовки вычислительной платформы для следующего поколения научных вычислений [8].

Дистрибутив называется Scientific Linux, потому что он был изначально создан научными лабораториями и используется ими. В отличие от других дистрибутивов (например, Poseidon Linux) он не содержит большой коллекции научного программного обеспечения, однако Scientific Linux обеспечивает хорошую совместимость для установки такого программного обеспечения.

## Возможности
Scientific Linux был создан на базе Red Hat Enterprise Linux (RHEL), где проприетарные компоненты и товарные знаки Red Hat были удалены, в результате получили полностью свободный и бесплатный дистрибутив с открытым исходным кодом. Новые версии, как правило, выходят спустя два месяца после нового обновления Red Hat Enterprise Linux. Помимо полного дистрибутива, занимающего пространство двух DVD-дисков, Scientific Linux также доступен в версиях LiveCD и LiveDVD.
Scientific Linux включает драйверы WI-FI и Bluetooth модулей «из коробки» и широкий спектр программного обеспечения, такого как мультимедийные кодеки, Samba и Compiz, а также серверы и клиенты, клиенты хранилищ, сетевые средства и средства администрирования системы.
Он также содержит набор инструментов для создания пользовательских версий, что позволяет учреждениям и отдельным лицам создавать свой собственный вариант дистрибутива.

## История релизов
В таблице представлены релизы Scientific Linux. Каждый выпуск проходит период публичного тестирования, прежде чем считаться «выпущенным».
| Релиз | Кодовое имя | Архитектуры  | Основан на | Дата релиза Scientific Linux | Дата релиза Red Hat Enterprise Linux | Задержка |
| ----- | ----------- | ------------ | ---------- | ---------------------------- | ------------------------------------ | -------- |
| 3.0.1 | Lithium     | i386, x86-64 | 3.1        | 2004-05-10                   | 2004-01-16                           | 106 дней |
| 4     | Beryllium   | i386, x86-64 | 4          | 2005-04-20                   | 2005-02-14                           | 65 дней  |
| 5     | Boron       | i386, x86-64 | 5          | 2007-05-14                   | 2007-03-14                           | 61 день  |
| 6     | Carbon      | i386, x86-64 | 6          | 2011-03-03                   | 2010-11-10                           | 113 дней |
| 7     | Nitrogen    | x86-64       | 7          | 2014-10-13                   | 2014-06-10                           | 125 дней |

### Поддержка
Обновления безопасности будут предоставляться до тех пор, пока Red Hat будет выпускать обновления и исправления для своих версий.
| Дата релиза | Дата прекращения получения важных обновлений | Дата прекращения получения обновлений |
| ----------- | -------------------------------------------- | ------------------------------------- |
| 3           | 2006-07-20                                   | 2010-10-31                            |
| 4           | 2009-03-31                                   | 2012-02-29                            |
| 5           | Q1 2014                                      | 2017-03-31                            |
| 6           | Q2 2017                                      | 2020-11-30                            |
| 7           | Q4 2019                                      | 2024-06-30                            |